# 阿波罗计划

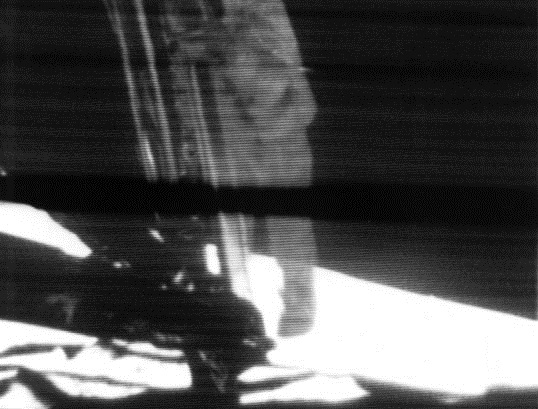
1969年7月20日，阿姆斯特朗迈出的历史性一步的画面

阿波羅計畫（英語：Project Apollo）或作阿波罗工程，是美國太空總署从1961−1972年从事的一系列載人航天任务，於1960年代的10年中，主要致力于完成载人登陸月球和安全返回地球的目标。1969年，阿波罗11号宇宙飞船达成了上述目标，尼尔·阿姆斯特朗成为第一个踏足月球表面的人类。为了进一步执行在月球的科学探测，阿波羅計划一直延续到1970年代早期。总共耗资250亿美元（幣值相当于2018年時的1530亿美元），送了12人上月球。
阿波羅計划是美國太空總署执行的迄今为止最庞大的月球探测計划，“阿波羅”飞船的任务包括为载人登月飞行作准备和实现载人登月飞行，已于1972年底结束。迄今（2025年）已50余年不再有载人航天器离开过地球轨道。阿波羅計划详细地揭示了月球表面特性、物质化学成份、光学特性并探测了月球重力、磁场、月震等。后来的天空实验室計划和美国、苏联联合的阿波羅-联盟测试計划也使用了原来为阿波羅計划建造的设备，也就经常被认为是阿波羅計划的一部分。
阿波羅計划取得了巨大的成功，惟計划中也有过几次严重的危机，包括阿波羅1號测试时的大火造成维吉尔·格里森、爱德华·怀特和罗杰·查菲的死亡；阿波羅13號的氧气罐爆炸以及阿波羅-联盟测试計划返回大气层时排放的有毒气体都几乎使执行任务的宇航员丧命。

## 背景
阿波羅計划于1960年早期在艾森豪威尔执政时被提出，作为水星计划的后续计划。水星计划使用的航天器只能进入地球轨道，只能搭载一名宇航员，而预想中的阿波罗航天器不仅能搭载三名宇航员，也许还可以登月。美國太空總署经理阿伯·西尔弗斯坦（Abe Silverstein）当时选择以希腊神话中的太阳神命名此计划，事后提到这是他给自己的儿子预留的名字。虽然航空航天局已经开始进行计划，但艾森豪威尔对航天计划似乎并不热衷，因此他们并没有得到足够的经费进行阿波罗计划。

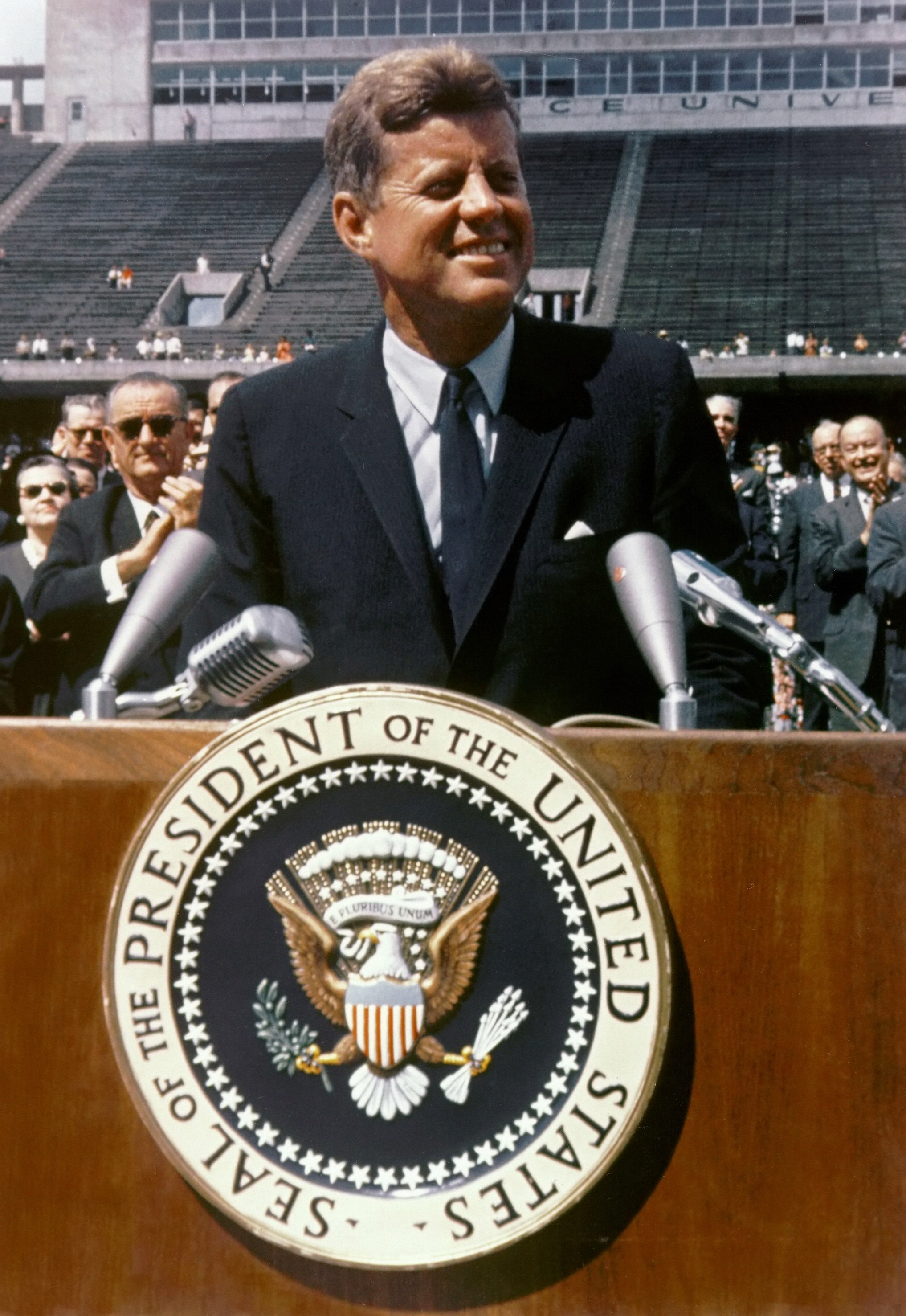
1962年9月12日，美国总统约翰·甘迺迪在莱斯大学发表关于太空计划的演讲。

1960年11月，竞选时承诺要使美国在太空探索和导弹防御上全面超过苏联的约翰·肯尼迪当选总统。虽然对太空计划较为热衷，他在当选总统后并没有立刻决定开始登月计划，甚至還打算砍掉一些花費大、回報低的计划。肯尼迪对航天事业并不十分了解，太空探索需要的大量资金也使他不敢轻易做出决定。当航空航天局局长詹姆斯·韦伯要求年度财政预算增加百分之三十时，肯尼迪支持加快发展大规模推进器的研发，却没有支持其他更大的项目。
1961年4月12日，苏联宇航员尤里·加加林成为了首次进入太空的人类，加深了美国对在太空竞赛中落后的恐惧。次日，在与白宫科学委员会的会谈中，许多议员希望能够立刻开始一项太空计划以保证在与苏联的竞赛中不至于落后太多。肯尼迪对此事却较为谨慎，不愿意立刻进行任何重大举措。4月20日，肯尼迪给副总统林登·约翰逊发去备忘录，询问他对于美国太空计划的意见，以及美国追赶苏联的可能性。在翌日的回复中，约翰逊认为“我们既没有尽最大努力，也没有达到让美国保持领先的程度。”约翰逊还提到未来登月的计划不仅可行，也绝对可以使美国在太空竞赛中获得领先地位。

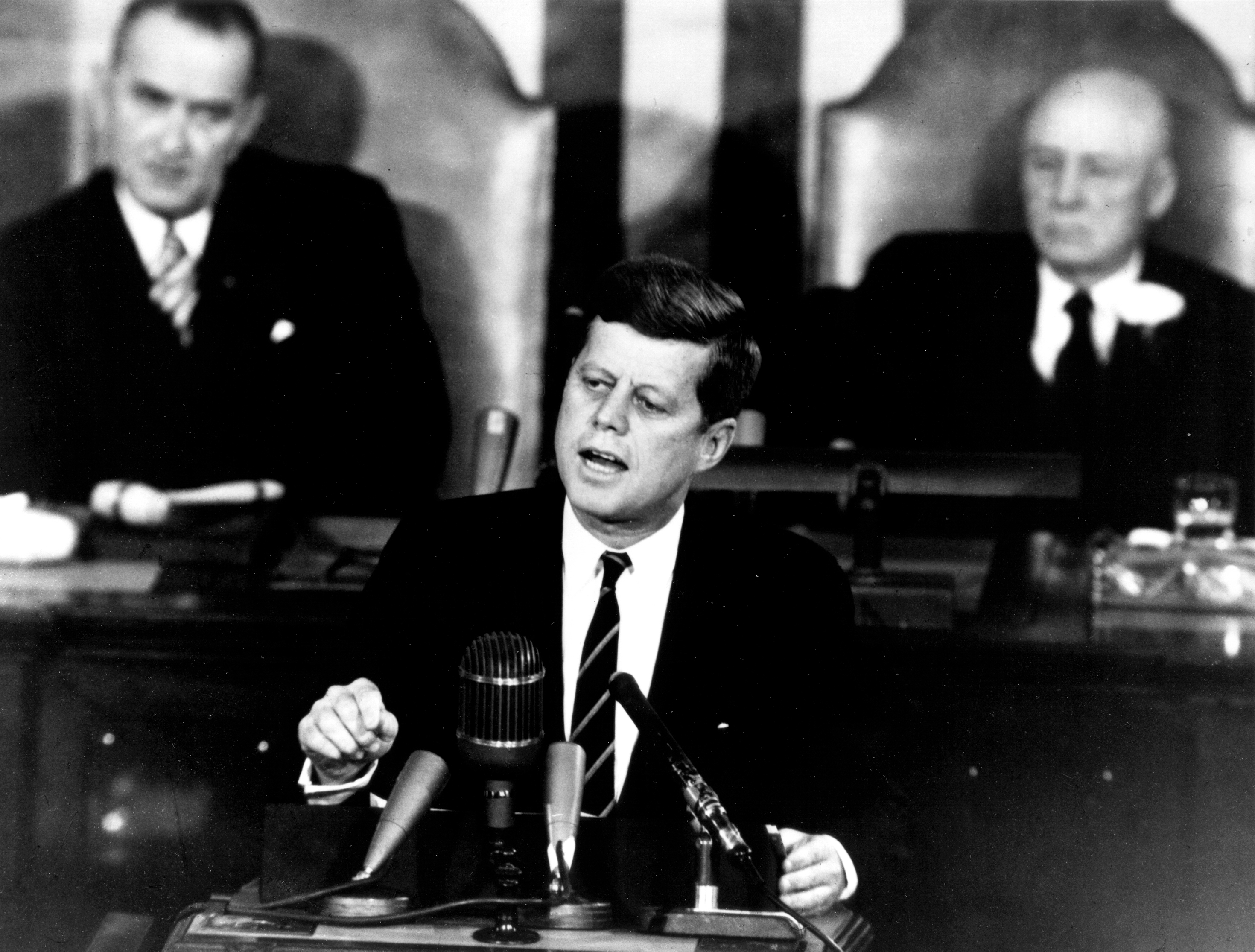
1961年5月25日，肯尼迪总统在国会上发表人类登月计划的演讲

1961年5月25日，肯尼迪在参、众两院特别会议中宣布支持阿波罗计划：
|  | ……我相信这个国家能够齐聚一心全力以赴达成这个目标，即在1970年以前，人类将乘坐宇宙飞船登陆月球并且安全返回。没有任何一个太空项目能够超越它对人类的影响，能超越它对宇宙远程空间探索的重大作用，也没有一个太空项目开发如此困难而且花费如此昂贵…… |

肯尼迪发表这段演讲前一个月，美国刚刚将第一个宇航员送入太空，还没有进入地球轨道。这种不利局面使一些航空航天局的工作人员对登月计划（至少就達成承諾上）并不十分乐观。

## 选择任务模式

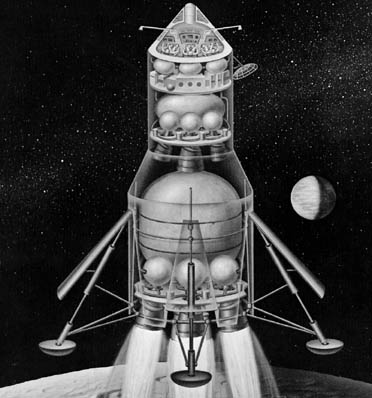
直接起飞或者地球轨道集合的设想图

在登月成为主要目标后，阿波罗计划的决策者们开始面临如何才能尽可能安全、经济、简单地将宇航员送上月球。曾有四个方案被考虑：
- 直接起飞：此计划提出由一个巨大的新星火箭携带一艘航天器，直接飞往月球；火箭在月球降落，任务完成后再次起飞，飞回地球。
- 地球轨道集合：此计划需要两艘只有土星5号一半大小的小型火箭将登月航天器的不同部分送入地球轨道，集合并对接。整个航天器降落在月球表面。由于当时在轨道中集合多艘航天器的经验较少，且地球轨道拼装航天器是否可行也是未知数，所以此计划未被采纳。
- 月球表面集合：此计划需要两艘航天器被发射：一艘自动航天器携带推进系统，先期登月；载人航天器晚些发射。推进系统在月球表面被移至载人航天器上，然后返回地球。
- 月球轨道集合： 这个方案由约翰·C·霍博尔特的团队提出。这种方案是一艘较大的航天器，称为指揮/服务舱，携带一艘装载宇航员的登月航天器，称为登月舱。指揮/服务舱携带从地球到月球并返回的燃料和生活必需品，以及进入地球大气层所需要的隔热板。进入月球轨道之后，登月舱与指揮/服务舱分离，并降落在月球表面；指揮/服务舱留在月球轨道。3名宇航员中的1名留在指揮/服务舱中。登月完成之后，登月舱重新起飞，与指揮/服务舱在月球轨道集合，并返回地球。

与其他几个方案不同，月球轨道集合只需要一艘很小的航天器降落在月球表面，使返回时在月球上起飞航天器的质量大大减小。通过将登月舱的一部分留在月球上，月球起飞质量得以再次减小。
登月舱本身分为两部分，包括降落部分和起飞部分，前者用于在登月时降落，后者在任务完成后起飞与指揮/服务舱会合并返回地球。由于航天器质量减轻，一次任务只需要一次单独的火箭发射。当时的顾虑是次数较多的对接和分离所提出的技术难度。

## 航天器
最终选择了月球轨道集合意味着航天器将包括两个主要部分：指揮/服务舱以及登月舱。

### 指揮/服务舱

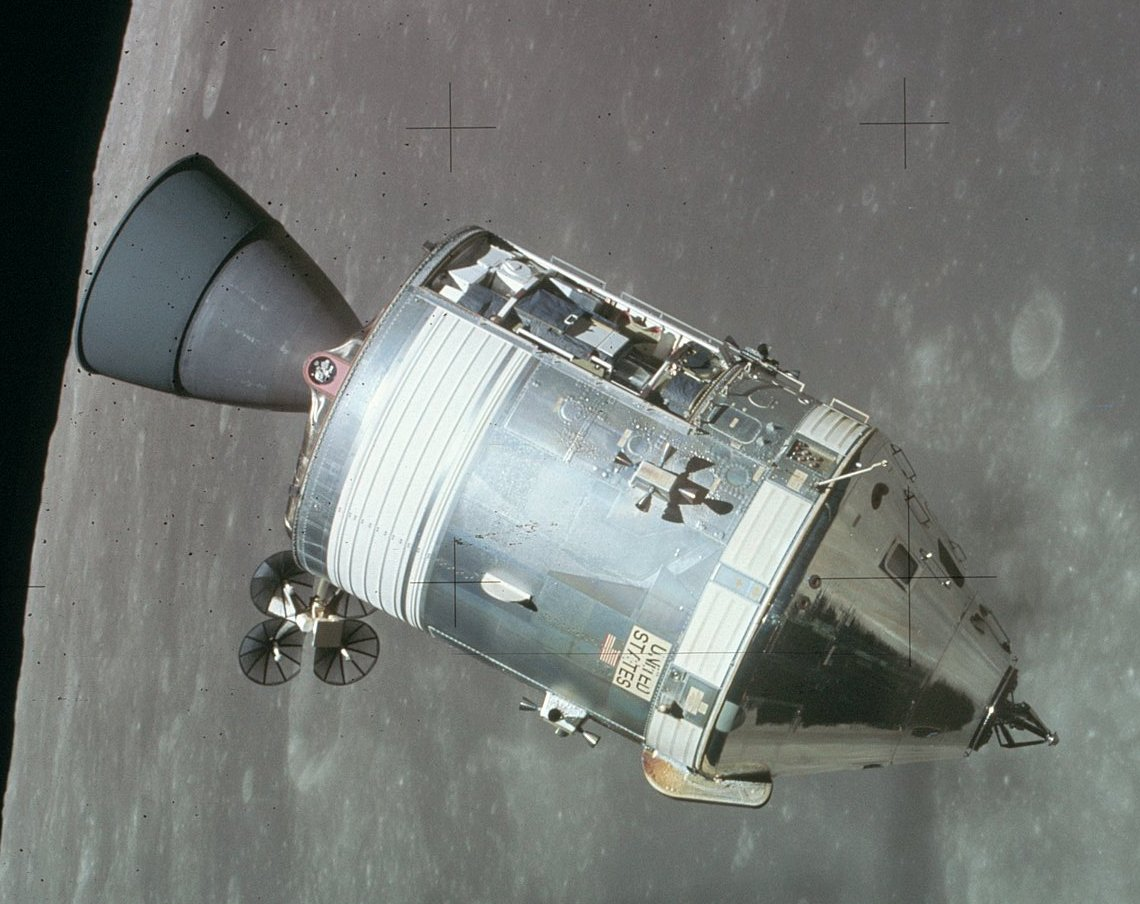
阿波罗指揮/服务舱

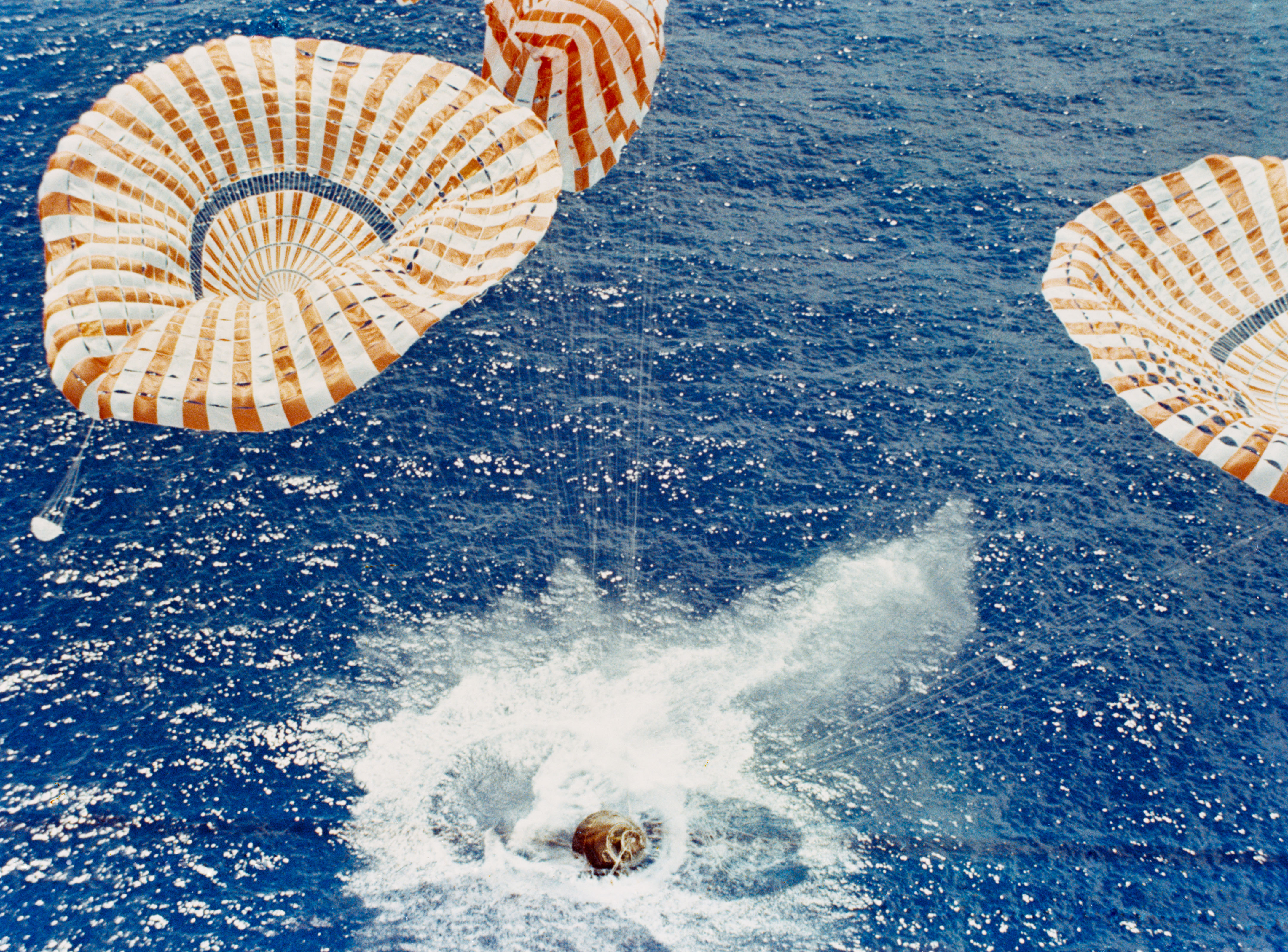
指揮舱返回地球降入到海水表面

指揮舱（Command Module，CM）呈锥形，用于搭载太空人从地面一直到月球轨道，是唯一在任务完成时返回地球的部分。指揮舱的设备包括反应控制推进器、对接口、导航系统以及阿波罗导航電腦。服务舱（Service Module，SM）中储存了太空人需要的各种设备，例如服务推动系统、燃料、氧气罐、机动喷口和通讯天线。在阿波罗15号任务中，太空船进入月球轨道时的推进器也位于服务舱的末尾。指揮舱与服务舱被称为指揮/服务舱（CSM）。服务舱还携带了科学仪器模块。返回大气层前，服务舱被丢弃。只有指揮舱外层有隔热板，能够抵挡进入大气层时的高温。进入大气层后，指揮舱打开降落伞，逐渐减速并降落在海面等待救援。
北美航空竞标成功，获得了指揮/服务舱的合同，由哈里森·斯托姆斯（Harrison Storms）负责。北美航空和太空總署的关系一度紧张，特别是阿波罗1号的大火使三名太空人丧生后。大火是指揮舱内的电线短路引起的，原因非常复杂，调查小组的结论是“指揮舱的设计、制作工艺和品質控管都有问题。”

### 登月舱

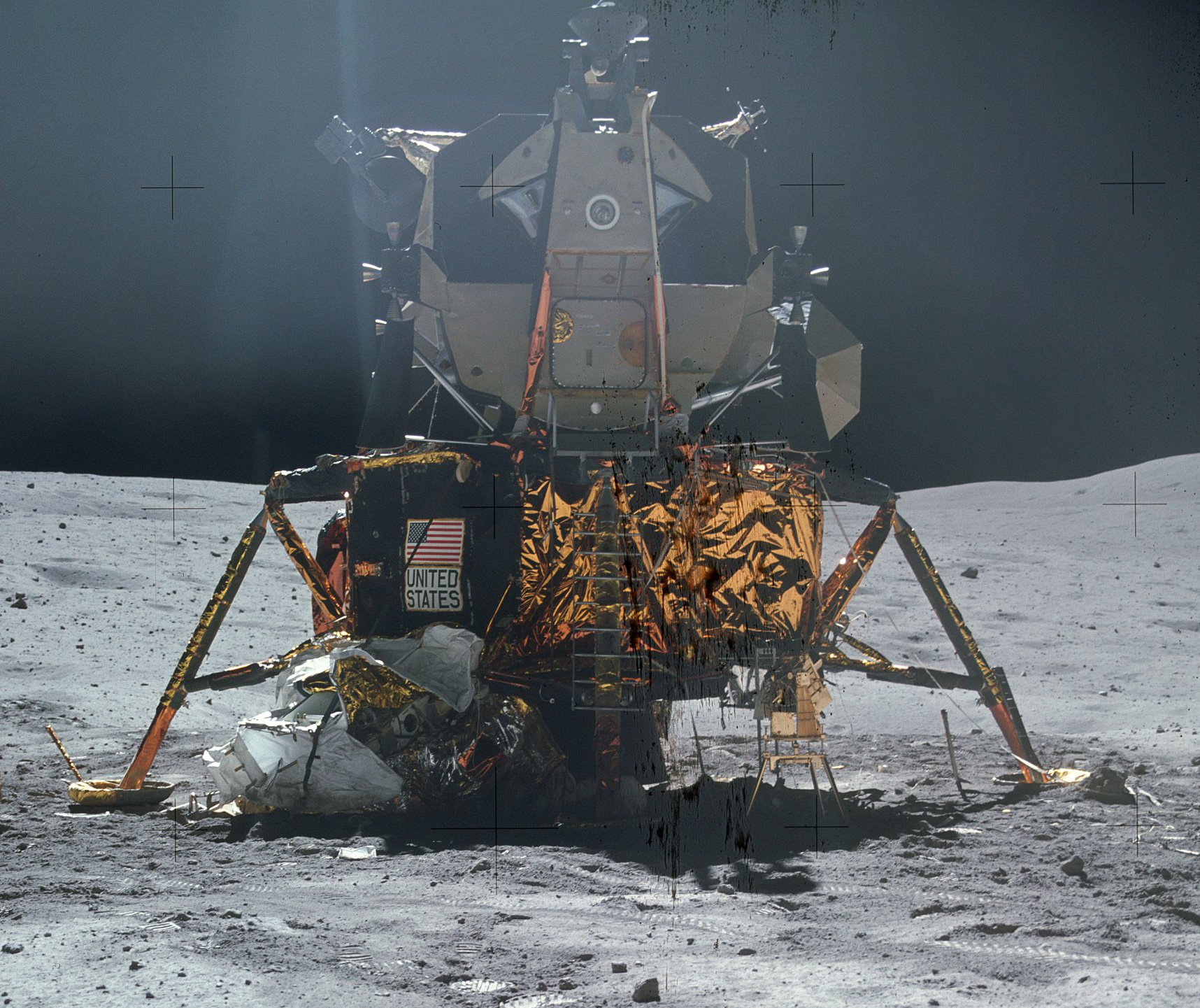
月球表面的登月舱。

登月舱是真正登月时使用的部分。为了尽可能减轻重量，登月舱没有隔热板，动力很小，只能在月球表面飞行。登月舱能够搭载两名宇航员，包括一个降落部分和一个起飞部分。后者在登月任务完成时使用前者作为发射平台，进入月球轨道后与指揮/服务舱对接，准备返回地球。降落部分里还装载了阿波罗科学实验包，以及最后三次任务中的月球车。
格鲁门航空航天公司进行登月舱的设计和建造，负责人是汤姆·凯利（Tom Kelly）。登月舱也出现过许多问题；由于其测试的延迟，整个阿波罗计划都险些没能成功。由于登月舱进度缓慢，首次登月舱的载人飞行也不得不推迟，使得阿波罗8号9号互换。阿波罗9号在地球轨道中首次使用了登月舱，阿波罗10号将登月舱带到了月球轨道（但没有登月），对整个航天器的各个部分进行了详细的测试。

## 各次任务

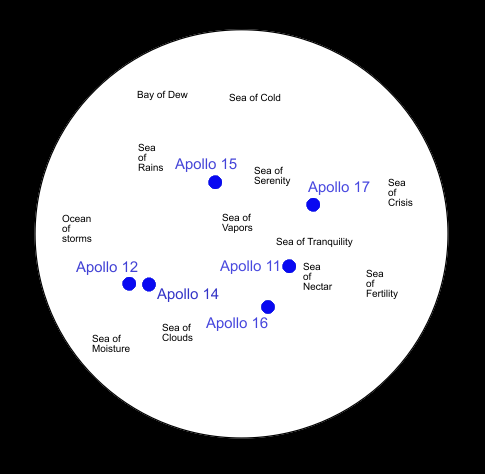
阿波罗11号、12号、14号、15号、16号和17号共六次着陆月球的地点分布图

阿波羅计划中包括11次载人任务，从阿波罗7号一直到阿波罗17号，全部从佛罗里达州的肯尼迪航天中心发射。阿波罗4号到阿波罗6号都是无人测试飞行（正式地讲没有阿波罗2号和阿波罗3号）。
1967年9月，位于休斯敦的载人航天中心提出了一系列任务以完成登月任务。七个任务类型被提出，每个类型都对特定的航天器和任务进行测试；每一个任务类型的执行都需要前一类型的成功完成。这些任务类型分别是：
- - 无人指揮/服务舱测试
- - 无人登月舱测试
- - 载人近地轨道指揮/服务舱飞行
- - 载人近地轨道指揮/服务舱和登月舱飞行
- - 载人指揮/服务舱和登月舱绕地球进行椭圆轨道飞行，远地点7400千米
- - 载人月球轨道指揮/服务舱和登月舱飞行
- - 载人登月

之后又增加了任务，月表停留时间被加长；最后的任务中，登月舱在月球表面停留三天。被取消的阿波罗18号至20号都是任务。
最遥远的设想甚至还包括了任务，有相当大的科学研究比例。当预算缩减成为现实时，这些科学研究项目被放到了任务里。
| 阿波罗1号  | 阿波罗1号 | 阿波罗1号 | 阿波罗1号 |
| ---------- | --- | --------- | --------- |
|            | 任務意外 - 發生火災 阿波罗1号是美国第一次由三名宇航员执行的太空任务，本來不是打算叫阿波罗1号。是因為计划中将于1967年2月21日发射的阿波罗1号于1月27日进行一次例行测试时，指令舱突然发生了大火，三名宇航员维吉尔·格里森、爱德华·怀特和罗杰·查菲15秒内全部不幸遇难。当时土星IB火箭并没有注入推进剂，所以火箭本身并不会着火，阿波罗指令舱也不会从外部着火，也没有人想到航天器会在地面着火；所有的灭火装置或者被拆除或者被移走，而大火却突然发生了。 事后，一个专门小组对这场事故作了详尽的调查，但没有弄清着火的确切原因。他们对事故做了鉴定，起火的最可能原因是指揮舱内的导线发生短路，而阿波罗指揮舱内使用的百分之百氧气又使火势加剧。另一个导致宇航员死亡的因素是宇航员进入座舱的舱门需要九十秒钟才能打开。这场火灾导致了美国国家航空航天局重新评价阿波罗航天器舱内所使用的材料，并对指揮舱进行了大规模的修改。 这次任务的名称原本是AS-204，但任务后三位宇航员的遗孀认为航空航天局应该保留“阿波罗1号”的名称，希望人们不要忘记这次事故。 |           |           |
| 阿波罗7号  | |           |           |
|            | 任務成功 - 環繞地球 阿波罗7号是阿波罗计划中首次发射的载人任务，发射于1968年10月11日。整个任务全长十一天，也是美国首次成功的三人航天任务。由于本次任务不需要登月舱，土星IB火箭作为运载火箭被首次使用，而不是其他阿波罗任务所使用的推力更强的土星5号。 阿波罗1号悲剧性的大火对美国航天事业是一个沉重的打击。大火之后，指令舱很多地方都被修改以确保安全，飞行中很多安全隐患也被加以防范。阿波罗7号的成功重新使美国国家航空航天局对载人航天事业以及在1970年之前登月恢复了信心。阿波罗7号完成了首次美国太空电视直播，也是整个计划的载人任务中唯一在肯尼迪航天中心的34号发射台发射的；后续的任务都在附近的39号发射台发射。完成此次任务后，瓦尔特·施艾拉成为了第一位（也是唯一一位）在水星、双子星座以及阿波罗三项航天计划中均执行过任务的宇航员。 |           |           |
| 阿波罗8号  | |           |           |
|            | 任務成功 - 環繞月球 阿波罗8号是阿波罗计划中第二次载人飞行，于1968年12月21日发射。阿波罗8号是人类第一次离开近地轨道，并绕月球航行的太空任务。阿波罗8号同时还是土星5号的第一次载人发射。 原计划中，阿波罗8号应该首次使用登月舱。但当第一个登月舱模型1968年6月被运到卡纳维尔角时出现了上百个问题。登月舱的主要承包商格鲁曼飞机工程公司预测登月舱要到1969年2月才能作好准备。阿波罗办公室主任乔治·洛（George Low）于8月份提出了一解决办法：宇航局可以在1968年12月进行一次只携带指揮/服务舱的任务，但不是重复阿波罗7号在近地轨道飞行，而是将指揮/服务舱一直开到月球。这是允许航空航天局测试原本要等到阿波罗10号才能测试的程序。这次计划的改变也有来自中央情报局担心苏联于12月先于美国进行载人环绕月球飞行，以使美国在太空竞赛中再次落后的原因。 由于任务的突然决定，美国国家航空航天局只针对阿波罗8号作了几个月的准备。计划中的硬件只被用了几次：土星5号此前只发射过两次，而阿波罗计划也只执行了一次载人任务。但8号任务的成功为完成约翰·肯尼迪在60年代登月的计划铺平了道路。发射后飞船在太空中航行了三天才到达月球，并围绕月球轨道飞行了20小时，拍摄了大量的月球照片，以及第一张“地出”。在三位宇航员眼里，月球是“广阔，寂寞，又有些难以接近的星体，或者说是广阔的空虚”；在平安夜时他们在月球轨道中向地球作了电视直播。这次直播创造了当时的收视纪录，也是历史上观众最多的电视直播之一。 |           |           |
| 阿波罗9号  | |           |           |
|            | 任務成功 - 載人交會對接 由于登月舱的进度比预计延迟了几个月，首次使用登月舱的C任务直到1969年初才执行。阿波罗9号于1969年3月3日发射。十天的任务中登月舱在地球轨道中正常运行，证明了其独自飞行的能力并重新与指揮/服务舱对接。从这次任务开始，宇航员们开始为航天器命名；登月舱因其外形被称作“蜘蛛”，而指令舱被运到航天中心时的塑料包装使宇航员们想到了“水果糖”（Gumdrop）。 任务期间大卫·斯科特和拉塞尔·施威卡特进行了第一次双人舱外活动；施威卡特检查了宇航服独立的生命支持系统（之前的宇航服都有系绳与太空舱连接）。之后，指令长詹姆斯·麦克迪维特和施威卡特一道驾驶登月舱与指揮舱分离，在分离和重新对接时分别测试了登月舱降落部分和起飞部分的推进器。 |           |           |
| 阿波罗10号 | |           |           |
|            | 任務成功 - 環繞月球 阿波罗10号将登月舱带到了月球轨道。 本次任务是阿波罗计划中第一次（也是唯一）的载人土星5号在39B发射台发射。阿波罗10号于1969年5月18日发射，在测试中登月舱离月球表面仅15.6千米。截至2001年（2001年吉尼斯世界纪录大全），阿波罗10号在1969年5月26日从月球返回地球途中创造了载人航天器的速度记录：39,897千米/小时（11.08千米/秒）。 阿波罗10号的指揮舱目前在伦敦的科学博物馆展览。登月舱的起飞部分目前在环绕太阳的轨道上飞行，它是阿波罗计划所使用的登月舱中唯一仍然完整的起飞部分（阿波罗5号、9号以及13号的登月舱起飞部分在地球大气层中被烧光了；阿波罗11号的登月舱起飞部分留在了月球轨道，最终坠落在了月球；阿波罗12号、14号、15号、16号及17号的登月舱起飞部分都按计划坠落在了月球表面）。阿波罗10号完成了所有测试登月舱和指令舱表现以及检查细节的飞行目标，为阿波罗11号不到两个月后的成功登月铺平了道路。 |           |           |
| 阿波罗11号 | |           |           |
|            | 任務成功 - 登陸月球 阿波罗11号是阿波罗计划中的第五次载人任务，发射于1969年7月16日。7月20日，尼尔·阿姆斯特朗与巴兹·奥尔德林成为了首次踏上月球的人类。阿波罗11号降落在月表静海附近，被阿姆斯特朗称为“静海基地”（阿姆斯特朗在降落后向指挥中心报告“休斯顿，这里是静海基地。‘鹰’着陆成功。”）。阿波罗11号登月的准确时间是1969年7月20日下午4时17分43秒（休斯顿时间）。1969年7月21日凌晨2点56分（UTC），阿姆斯特朗的左脚踏上了月球，并说： 这是一个人的一小步，却是人类的一大步。 （That's one small step for a man, one giant leap for mankind.） 两人在月球表面活动了两个半小时，使用钻探取得了月芯标本，拍摄了一些照片，也采集了22千克的月表岩石标本。从60年代初期开始，“太空竞赛”的胜利“标准”被定义为率先登月。所以，从某种意义上讲，阿波罗11号的成功标志着美国在太空竞赛中的胜利。同样，阿姆斯特朗和奥尔德林在1969年7月登月，也完成了肯尼迪总统1961年5月25日宣布美国会在1970年之前将宇航员送上月球并成功返回的承诺。 |           |           |
| 阿波罗12号 | |           |           |
|            | 任務成功 - 登陸月球 阿波罗11号后不到四个月，阿波罗12号再次踏上了登月的旅程。按照宇航员的轮换制度，如果没有添加阿波罗8号，皮特·康拉德的团队将会执行首次登月任务。发射后，阿波罗12号被两次闪电击中，航天器一度很不稳定。由于地面指挥中心和三位宇航员（尤其是艾伦·宾）的冷静处理一切恢复正常，但指挥人员仍一度担心指令舱顶部降落伞遭到损坏；如果主降落伞真的无法使用，返回时航天器将像陨石一般坠入海中。 1969年11月19日阿波罗12号成功登月。前一次任务对降落点的要求不高，但阿波罗12号有一准确降落点，康拉德也轻松完成了任务。踏上月球后，身材矮小的康拉德叫道：太好了！天哪，这也许对尼尔（即阿姆斯壯）是一小步，但对我却是一大步呢。 （Whoopie! Man, that may have been a small one for Neil, but that's a long one for me.） 计划中阿波罗12号将首次使用彩色摄像机向地球进行实况转播，但由于宾的失误，摄像机没能使用。 |           |           |
| 阿波罗13号 | |           |           |
|            | 任務失敗 - 繞月返回 阿波罗13号是阿波罗计划中的第七次载人任务，发射于1970年4月11日。阿波罗13号在计划中是第3次登月的任务，但是由于飞船在抵达月球前发生的氧气罐爆炸，电力和氧气均大量损失，所以登月计划被放弃，三名宇航员最终成功返回地球。发射前两天，指揮舱驾驶员肯·马丁利因风疹被杰克·斯威格特替换，这是阿波罗计划中唯一一次使用替补宇航员。爆炸后，马丁利在返回救援过程中起到了很大的作用。 阿波罗13号是人类航天史上首次在地球轨道外放弃的任务，由于未进入月球轨道（仅绕过月球以利用月球引力加速返回地球），三位宇航员创造了人类太空飞行高度记录。阿波罗13号在发生爆炸的时候曾经对休斯顿指挥中心回报了一句非常有名的话：“休斯顿，我们出问题了（Houston, we have a problem）”。这句话后来不断地被各种星际任务相关的电视节目与电影使用，变成了整个任务里面最有名的一句话。 不过，上述的这句通常被引用的句子其实不太正确。当时讲出来的真正句子应该是：“好，休斯顿，我们这里已经出问题了（Okay, Houston, we've had a problem here）”，出自斯威格特之口。稍后洛威尔则回报了一句类似的话：“休斯顿，我们已经出问题了（Houston, we've had a problem）”。 阿波罗13号被称之为一次“成功的失败”，三位宇航员以及地面指挥人员的英勇事迹后来被搬上银幕：《阿波罗13号》。 |           |           |
| 阿波罗14号 | |           |           |
|            | 任務成功 - 登陸月球 阿波罗13号的事故之后，美国国家航空航天局对登月计划的信心被产生了动摇；洛威尔在返回地球途中甚至说阿波罗13号“将是很长时间内的最后一次月球任务”。阿波罗14号的三位宇航员拯救了阿波罗计划，原计划中艾伦·谢泼德的团队将执行阿波罗13号，虽然他因为身体问题已停飞多年后；但迪克·斯雷顿出于保险起见，将谢泼德放到了下一次的任务。 1971年1月31日，阿波罗14号成功发射，登月点仍是13号的弗拉·毛罗高地。踏上月球后，谢泼德的第一句话是： 路途十分遥远，但我们还是到了。 （And it's been a long way, but we're here.） 谢泼德当时已经48岁，成为了登月宇航员中年龄最大的一位，也是“水星计划七人”中唯一登月的成员。他和搭档艾德加·米切尔在月球进行了两次月表行走。 |           |           |
| 阿波罗15号 | |           |           |
|            | 任務成功 - 登陸月球 阿波罗15号是阿波罗计划中的第九次载人任务，是历史上第四次成功登月的载人登月任务。本次任务还是阿波罗计划中首次任务——与前几次登月相比在月球上停留更久，进行三次较长的月表行走，科学研究的比例也更大。 指令长大卫·斯科特和登月舱驾驶员詹姆斯·艾尔文在月球表面的哈德利溪和亚平宁山脉停留了66小时54分钟，在登月舱外的时间总长为18小时35分钟。两位宇航员驾驶的历史上第一辆月球车使他们在月球上穿越的距离比前几次任务遥远了很多。他们一共收集了约77千克的月球岩石标本。 斯科特和艾尔文在月球表面期间，指揮舱驾驶员阿尔弗莱德·沃尔登留在指揮舱中环绕月球，使用全景相机、加玛射线光分计、绘图相机、激光高度、质谱以及任务后发射的子卫星等等科学仪器对月球表面环境进行了详细的研究。阿波罗15号的一些纪录包括：送入地球和月球轨道有效载荷最大；航天器首次携带科学仪器模块；首次使用月球车；首次使用月表导航设备；首次在月球轨道投放子卫星；首次在返回地球途中进行舱外活动。 |           |           |
| 阿波罗16号 | |           |           |
|            | 任務成功 - 登陸月球 阿波罗16号于1972年4月16日发射，登月点是笛卡尔高地。4月20日，航天器进入月球轨道，登月舱与指令舱分离后，指揮舱的服务推进系统（Service Propulsion System，SPS）曾出现问题，指挥中心曾想到取消登月计划的可能性；但考虑到问题不大，早已分离的登月舱也已经在降低高度准备登月，登月得以顺利进行。但为了保险起见，月表任务完成后，登月舱与指揮舱重新对接后环绕月球一天的计划被取消。 约翰·杨和查尔斯·杜克在月球表面的三天中收集了94.7千克的岩石标本，其中有一块的质量达到了11.7千克，是所有月岩标本中最重的。4月24日，指令舱在月球轨道中投放了一颗重达36.3千克的卫星，对月球磁场以及太阳粒子进行研究。34天里环绕月球轨道425周。 阿波罗16号第二次使用了月球车；杨和·杜克曾驾驶它达到了18千米/小时的速度，这是月球车的速度记录，被收入了《吉尼斯世界纪录大全》。 |           |           |
| 阿波罗17号 | |           |           |
|            | 任務成功 - 登陸月球 阿波罗17号于1972年12月7日发射。 阿波罗17号是阿波罗计划中的第十一次载人任务，是人类第六次也是迄今为止最后一次成功登月的太空任务。阿波罗17号是阿波罗计划中唯一一次夜间发射的任务，也为阿波罗计划画上了句号。阿波罗计划中的唯一一位科学家，地质学博士哈里森·施密特在阿波罗17号中担任登月舱驾驶员。他和与塞尔南在三次月球行走时收集了111千克岩石标本。阿波罗17号创造了阿波罗计划中的很多记录，包括最长登月飞行；最长月表行走时间；阿波罗17号收集了最多月球标本，也在月球轨道中航行了最长时间。在即将结束最后一次登月任务之前，指令长尤金·塞尔南在登月舱前说道： 在我们离开月球的陶拉斯-利特罗山谷时，我们来过这里，我们现在要离开这里；如果情况允许的话，我们还会带着全人类的和平与希望回到这里的。在我迈出离开月球的脚步时，我想说美国今日对太空的挑战将铸造人类明天的命运。愿阿波罗17号一路平安。 |           |           |

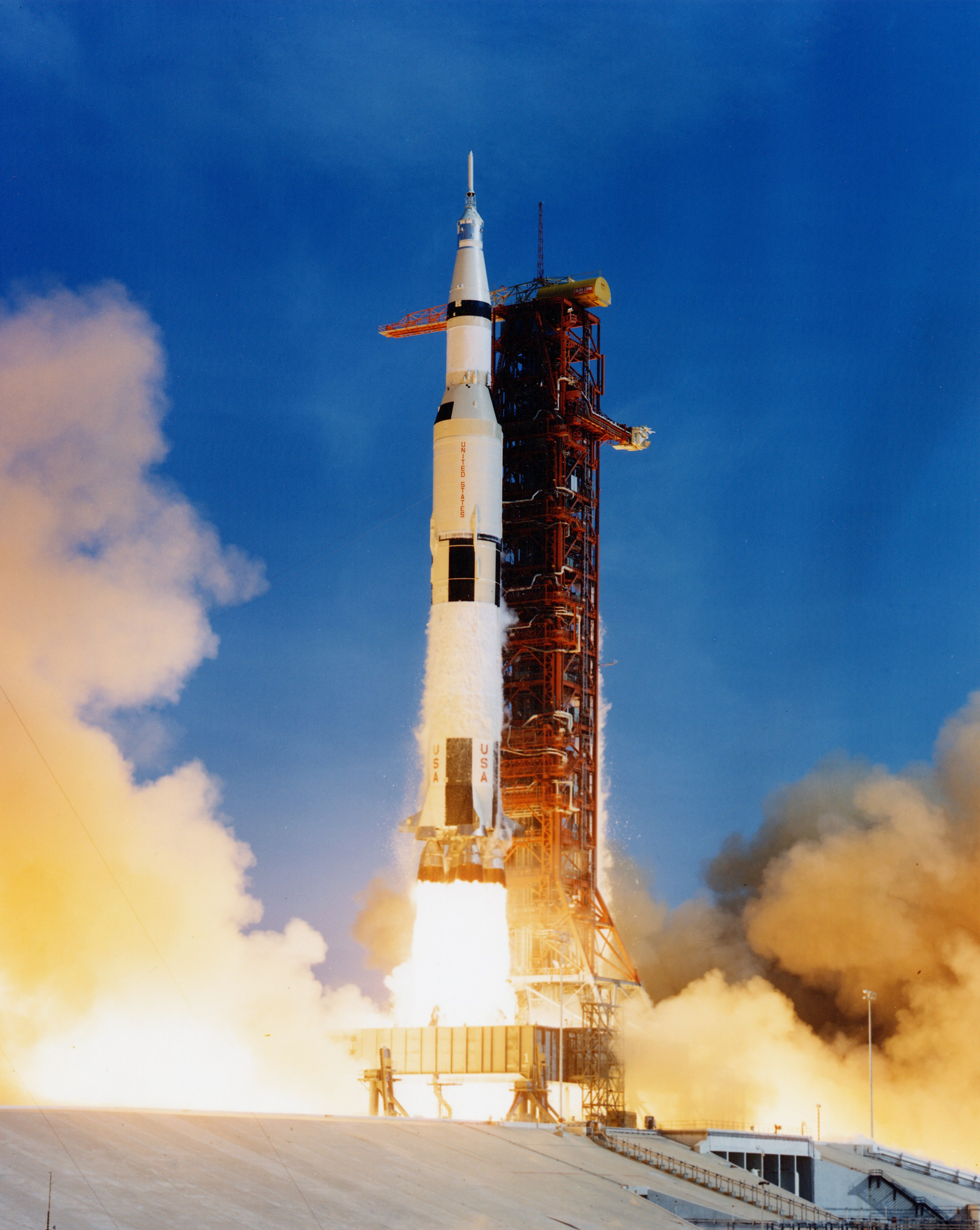
运载阿波罗11号的土星五号于1969年7月16日UTC时间13点32分（美国东区时间是上午9点32分）发射

## 宇航员
以下的宇航员曾在阿波罗计划中执行过飞行任务：
来自水星计划七人
- 瓦尔特·施艾拉 – 阿波罗7号
- 艾伦·谢泼德 – 阿波罗14号

来自第二组宇航员
- 尼尔·阿姆斯特朗 – 阿波罗11号
- 弗兰克·博尔曼 – 阿波罗8号
- 皮特·康拉德 – 阿波罗12号
- 吉姆·洛威尔 – 阿波罗8号、阿波罗13号
- 詹姆斯·麦克迪维特 – 阿波罗9号
- 托马斯·斯塔福德 – 阿波罗10号、阿波罗-联盟测试计划
- 约翰·杨 – 阿波罗10号、阿波罗16号

来自第三组宇航员
- 巴兹·奥尔德林 – 阿波罗11号
- 威廉·安德斯 – 阿波罗8号
- 艾伦·宾 – 阿波罗12号
- 尤金·塞尔南 – 阿波罗10号、阿波罗17号
- 迈克尔·科林斯 – 阿波罗11号
- 瓦尔特·康尼翰 – 阿波罗7号
- 唐·埃斯利 – 阿波罗7号
- 理查德·戈尔登 – 阿波罗12号
- 拉塞尔·施威卡特 – 阿波罗9号
- 大卫·斯科特 – 阿波罗9号、阿波罗15号

来自第四组宇航员
- 哈里森·施密特 – 阿波罗17号

来自第五组宇航员
- 查尔斯·杜克 – 阿波罗16号
- 罗纳德·埃万斯 – 阿波罗17号
- 弗莱德·海斯 – 阿波罗13号
- 詹姆斯·艾尔文 – 阿波罗15号
- 肯·马丁利 – 阿波罗16号
- 艾德加·米切尔 – 阿波罗14号
- 斯图尔特·罗萨 – 阿波罗14号
- 杰克·斯威格特 – 阿波罗13号
- 阿尔弗莱德·沃尔登 – 阿波罗15号

## 返回标本
| 月球任务   | 返回标本 |
| ---------- | -------- |
| 阿波罗11号 | 22千克   |
| 阿波罗12号 | 34千克   |
| 阿波罗14号 | 43千克   |
| 阿波罗15号 | 77千克   |
| 阿波罗16号 | 95千克   |
| 阿波罗17号 | 111千克  |

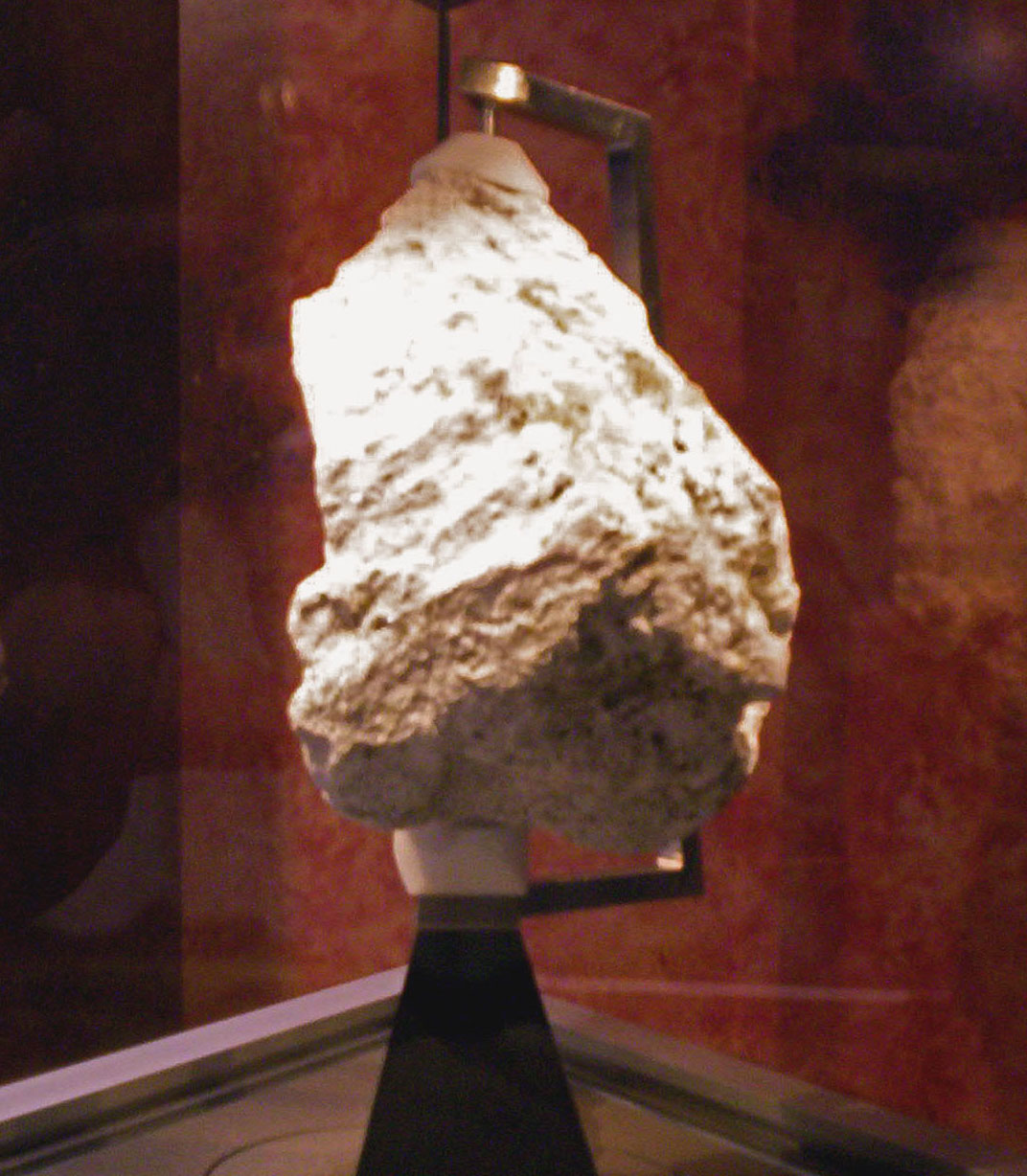
月球铁方解钙长石，编号60025。由阿波罗16号的宇航员在月表高地笛卡尔环形山附近找到。

阿波罗计划的各次登月任务共带回了381.7千克的月球岩石标本，大部分目前储存在休斯敦林顿·约翰逊太空中心的月球物质回收和回归宇航员检疫实验所中。
通过放射测年后，研究人员发现月表岩石标本与地球相比都很古老。最年轻的月表岩石都比地球上已知的最古老岩石要久远。月海中的玄武岩标本的年龄多在32亿年左右，高地中的标本甚至达到46亿年的年龄。由此可见，月球是在太阳系早期形成的。
大卫·斯科特和詹姆斯·艾尔文在执行阿波罗15号任务时找到的起源石是月球岩石标本中最重要的岩石之一，被认为是在月球诞生时形成的。
许多月球岩石似乎集中在微流星形成的撞击环形山中；在地球上由于有较厚的大气层而不可能出现类似情景。

## 其它
阿波罗计划的总投资为194.08亿美元（至1973年），折合2005年的1350亿美元。 1960-1973年，NASA总预算566.61亿美元。1960年至1973，阿波罗计划的年度预算和美国航天局的年度预算的最高峰都出现在1966年，1966年美国GDP是8150亿美元。当年阿波罗计划年度预算29.67亿美元，占美国GDP的0.4%；当年NASA年度预算45.12亿美元，占美国GDP的0.6%。 （页面存档备份，存于）
总重为381.7公斤的月球矿石在阿波罗计划中被带回地球。现在绝大部分矿石保存在休斯顿的月球物质回收和回归宇航员检疫实验所。少数被美国政府分配到全国各个实验室进行分析，或作为礼物送给其他各国政府。
2018年美國公司英伟达使用「实时光线追踪技术（Real-Time Ray Tracing）」，验证人类确实登陆过月球。

### 科技影响
阿波罗登陆月球计划耗资巨大，这一计划把人送上月球同时，也触发了其他科技领域的进步，对现今带来巨大的变化。如
美国电器制造商Black&Decker在1961年推出一款无线电钻，之后拿到了美国太空局的订单，研制一款特制电钻，用来在太空采集样本。在研发过程中，该公司还开发了1979年问世，世界上第一台无线吸尘器。
阿波罗计划对时间的精准度要求极高，几分之一秒之差也足以决定太空人的生死。因此工匠们研制出每年误差仅一分钟的石英钟，使钟表更准时。
太空人在太空中使用的银离子技术的水净化装置，使得水质变得更乾净，这技术现今普遍使用在净化喷水池与游泳池。
1967年，阿波罗1号训练过程发生起火焚毁，造成3名太空人丧生。之后美国太空局研发耐火纺织面料，这技术也在全世界普及，受益者包括消防员、多发性硬化病患者和马匹。
美国太空局在研究微型电路技术的过程中，意外产生出植入式心脏除颤器的设计灵感，这技术可直接用在患者皮肤下，对于高度心律不正常患者来说是救命福音。
其他技术如太空饮食的冷冻乾燥技术产生了速食食品和用来保护登月舱不被高温炙热的太空毯，催生了救生毯，主要用来救灾与人道救援。
為了在太空書寫開發了加壓超濃圓珠筆，這是今天仍在用的能擦除原子筆。
為此任務開發了運算放大器，直到今天已發展成一龐大的電子元件家族。